# Trường Sơn, Đức Thọ
Trường Sơn là một xã thuộc huyện Đức Thọ, tỉnh Hà Tĩnh, Việt Nam.
Xã Trường Sơn có diện tích 8,29 km², dân số năm 1999 là 8757 người, mật độ dân số đạt 1056 người/km².
LỊCH SỬ, CON NGƯỜI VÀ TRUYỀN THỐNG XÃ TRƯỜNG SƠN
1. Vị trí địa lý
Xã Trường Sơn là xã nằm ở vùng ngoài đê của huyện Đức Thọ. Phía Nam chạy dọc theo bờ sông La từ bến đó Đá Bạc qua Tam Soa xuống thôn Sâm Văn Hội, Phía Bắc giáp xã Nam Kim - huyện Nam Đàn - tỉnh Nghệ An, Phía Tây giáp sông Ngàn Phố và xã Sơn Tân - huyện Hương Sơn, Phía Đông giáp Xã liên Minh - huyện Đức Thọ.
Về địa lý Trường Sơn là nơi sơn thủy hữu tình, vừa có sống, có núi lại có cả đồng bằng. Phía Tây là dãy núi Thiên Nhẫn, một trong hàng ngàn núi nhánh của dãy Trường Sơn hùng vĩ. Phía Tây Bắc có dãy núi này còn có nhiều ngọn núi khá dài, chiếm 35% diện tích đất tự nhiên của Trường Sơn. Với cái tên quen thuộc như: Rú Tằm, rú Kim Quy, rú Động Vợi, rú Gia Trại, rú Bọng Moong, rú Bãi Sậy, rú Cụp Tran, rú Yên Mạ...
Tổng diện tích đất của xã Trường Sơn là: 814,28 ha. Trong đó đất canh tác chiếm 40%, đất thổ cư chiếm 25%, đất đồi núi chiếm 35%.